# Funkgerät
Ein Funkgerät ist ein elektrisches Gerät, mit dem man über Funk verbreitete Nachrichten senden und/oder empfangen kann. Es dient mithilfe der Funktechnik der drahtlosen Kommunikation. Es kann Teil einer Funkstelle sein.
Je nach Geräteart ist es stationär (Stationsfunkgeräte wie Polizeifunkzentrale, Amateurfunkstation usw.) oder beweglich (Mobilfunkgerät, Handfunkgerät oder Walkie-Talkie, Babyfon usw.). Aus heutiger Sicht werden viele Geräte, in Feststationen wie auch transportabel, als kombinierte Geräte wie zum Beispiel Sendeempfänger / Transceiver ausgeführt.

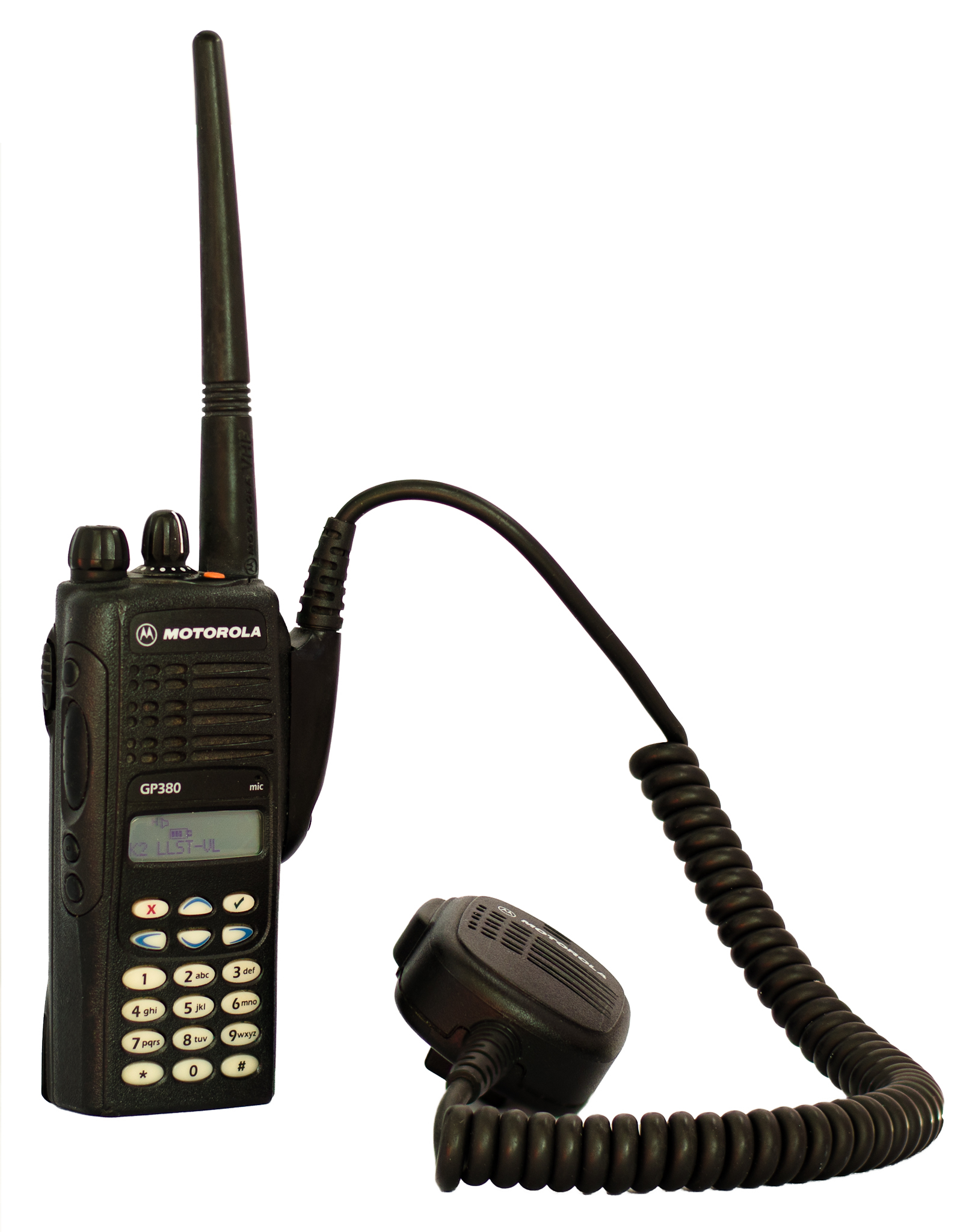
BOS-Handfunkgerät mit abgesetztem Lautsprechermikrofon

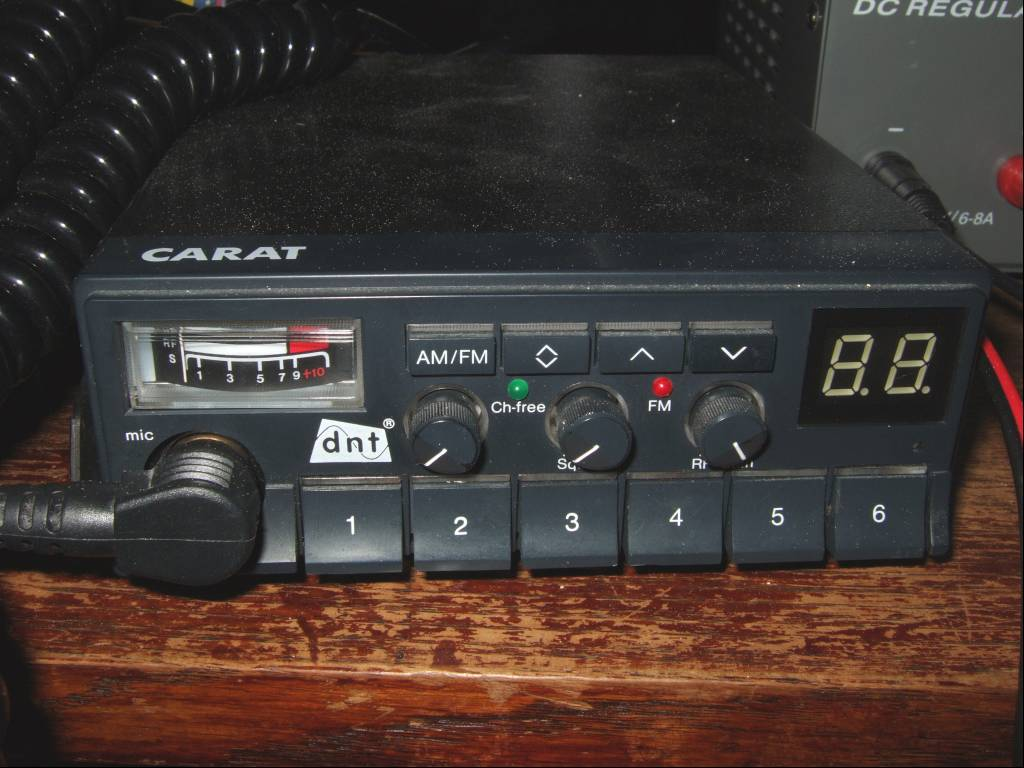
Mobilfunkgerät dnt Carat (CB-Funk)

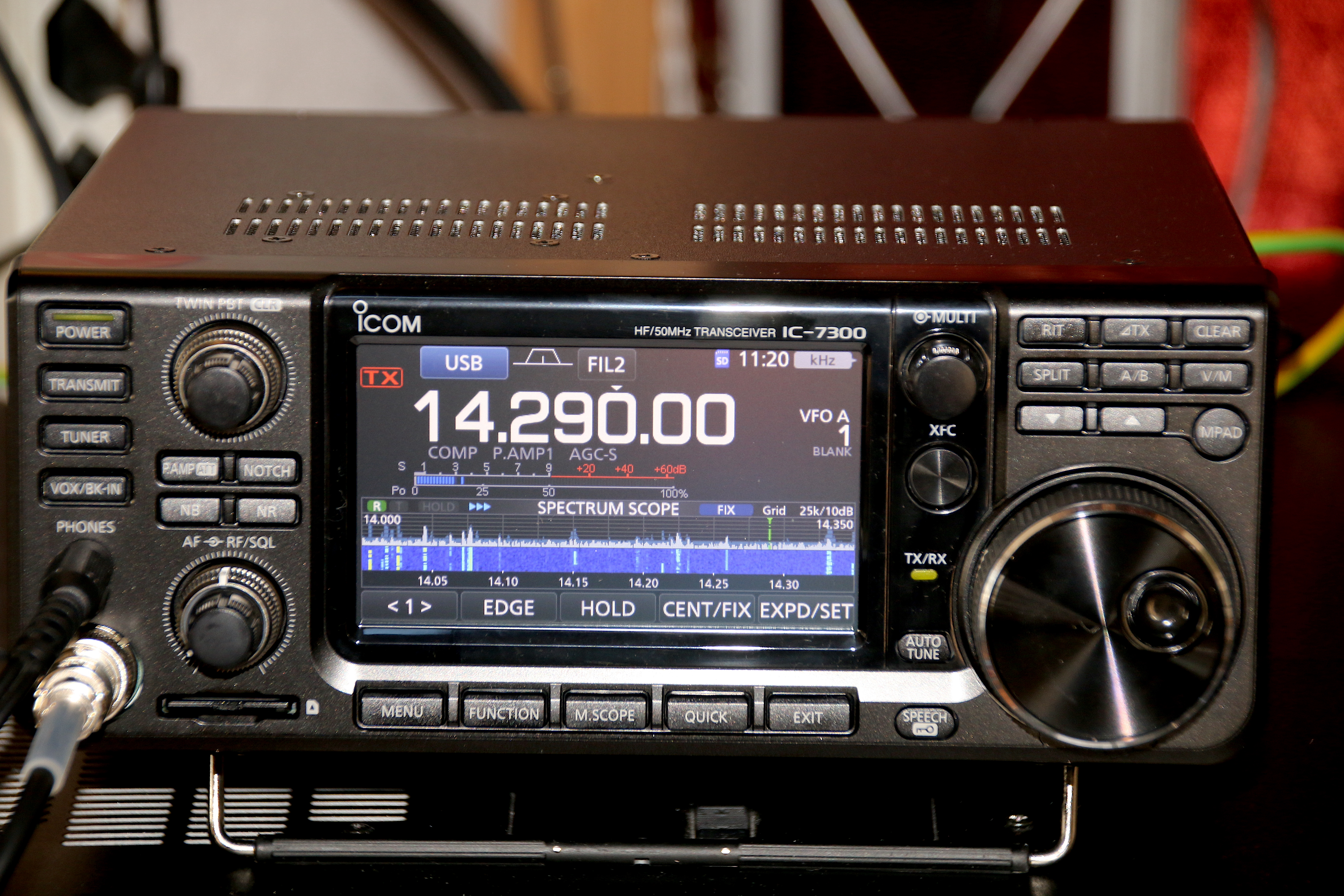
Stationsfunkgerät Icom IC-7300 (Amateurfunk)

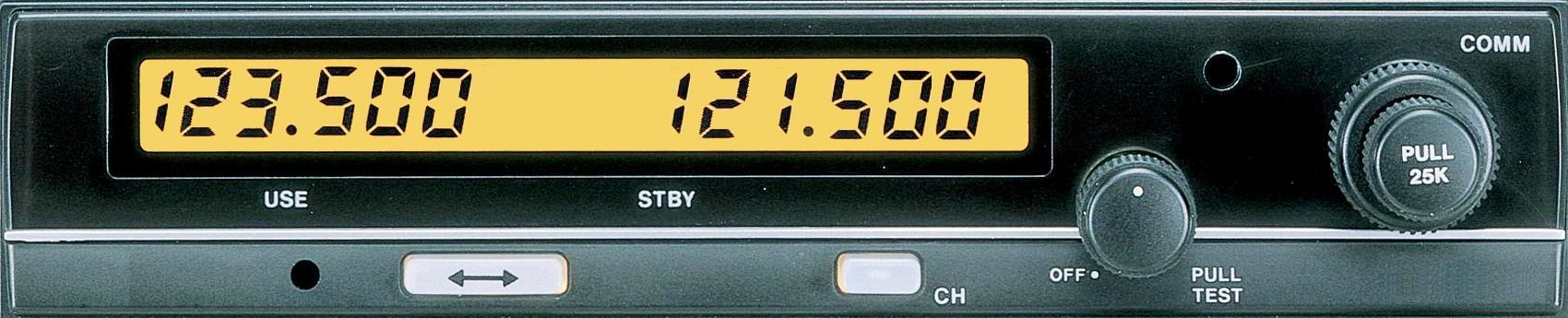
Typisches, von der Allgemeinen Luftfahrt verwendetes Bordfunkgerät. (Das Display zeigt einen aktiven Kanal und einen Standby-Kanal an)

## Geschichte
Noch bis in die 1930er Jahre gab es Funkgeräte nur als stationäre Geräte. Dies galt für ortsbewegliche, zum Beispiel Schiffsfunkgeräte oder in Flugzeugen eingebaute. Selbst in Kraftfahrzeugen eingebaute Funkgeräte waren mit dem notwendigen Zubehör wie dem Netzteil zur Stromversorgung so schwer und umfangreich, dass sie nicht als mobil zu betrachten sind. Bedingt vor allem durch technische Innovation in der Rüstungsindustrie wurden die Funkgeräte jedoch in immer kleinerer Bauweise gefertigt. Hier seien vor allem die Modulbauweise und die fortgeschrittene Fertigungstechnik der Radioröhren genannt. Nach dem Zweiten Weltkrieg kam Ende der 1940er Jahre mit der Erfindung des Transistors eine neue Technik zum Tragen. Mit der schnellen Entwicklung der Halbleitertechnik war es möglich, mobile Funkgeräte zu fertigen, die immer mehr neue und wesentlich verbesserte Eigenschaften aufzuweisen hatten.

## Gerätearten
Unter dem Begriff Funkgerät gibt es mehrere Gerätearten wie z. B. Sender, Empfänger, Sendeempfänger (auch Transceiver genannt, das Wort setzt sich aus den englischen Worten transmitter und receiver zusammen). Aber auch Messgeräte wie z. B. Frequenzmesser oder Messsender gehören hierher, ebenso Radargeräte für die Funkortung, heute auch GPS-Geräte für weltweite metergenaue Positionsangaben.

## Abgrenzung zu Mobiltelefonen („Handys“)
Genau genommen sind Mobiltelefone ebenfalls Funkgeräte, da die Kommunikation per Funk stattfindet. Aber im Unterschied zu Mobiltelefonen können Funkgeräte unabhängig von bestimmten (in der Regel privaten Mobilfunknetzbetreibern zugewiesenen) Mobilfunkfrequenzen genutzt werden. Die Informationen werden bei Funkgeräten je nach Anwendung direkt von Gerät zu Gerät ausgetauscht und benötigen keine Infrastruktur (Mobilfunknetz) oder sind strukturgebunden (Bündelfunk). Sie sind damit (anders als Mobiltelefone) prädestiniert für den Einsatz in Ländern und abgelegenen Gebieten, in denen es keine Netzinfrastruktur gibt oder aufgrund bestimmter Umstände nicht mehr vorhanden sind (Krieg, Erdbeben, Katastrophen).

## Behördliche Vorschriften
Bis zum Ende des Zweiten Weltkrieges lag die Funkhoheit beim Reichspostministerium und damit bei der Deutschen Reichspost. Nach dem Krieg wurde die Funkhoheit zunächst von alliierten Siegermächten in den vier Besatzungszonen wahrgenommen. Nach Gründung der Bundesrepublik ging für die drei Westzonen die Funkhoheit auf das Bundesministerium für das Post- und Fernmeldewesen und damit auf die Deutsche Bundespost über. Nach der Privatisierung wurde diese Aufgabe auch weiterhin direkt durch das Ministerium wahrgenommen und ging nach dessen Auflösung zum 1. Januar 1998 auf das Bundesamt für Post und Telekommunikation und seine Nachfolgebehörden Regulierungsbehörde für Telekommunikation und Post beziehungsweise Bundesnetzagentur über.
Nach Gründung der DDR verblieb die dortige Funkhoheit unter staatlicher Kontrolle der Deutschen Post und dem vorgesetzten Ministerium. Während der DDR-Zeit waren Funkgeräte beim Grenzübertritt von West nach Ost anzugeben und wurden gegen Quittung eingezogen. Auf den Transitstrecken von und nach West-Berlin durften Funkgeräte (Amateurfunk) und C-Netz Autotelefone nicht benutzt werden und mussten für die Durchfahrt kostenpflichtig verplombt werden. In der Warteschlange vor den Grenzübergangsstellen gab es dafür extra einen Grenzer, der nach Funkantennen auf den Autodächern Ausschau hielt.
Für Behörden und Organisationen mit Sicherheitsaufgaben (BOS) gelten die Spezifikationen des BOS-Funks.
Je nach Art des betreffenden Funkdienstes sind auch heute noch Sendelizenzen für den Betrieb des Senders einer Funkstation erforderlich.

### Funkbetrieb während der Fahrt
Die Frage, ob die Benutzung eines Funkgerätes durch den Fahrer während der Fahrt zulässig ist, variiert von Land zu Land.

#### Deutschland
In Deutschland gilt das sogenannte Handyverbot am Steuer grundsätzlich auch für die Nutzung von Funkgeräten in Kraftfahrzeugen. Von diesem Nutzungsverbot für Fahrzeugführer galt jedoch bis zum 30. Juni 2020 noch eine allgemeine Ausnahme für Sprechfunkgeräte.

#### Schweiz
In der Schweiz ist die Benutzung eines Funkgerätes am Steuer nicht zulässig: Art. 31 des Schweizer Strassenverkehrsgesetzes sowie Artikel 3 der Verkehrsregelnverordnung schreiben vor, dass der Fahrzeugführer seine Aufmerksamkeit der Straße und dem Verkehr zuwenden muss, und dass er beim Fahren nichts tun darf, was die Bedienung des Fahrzeugs erschwert oder verhindert. Da dies auch auf das Bedienen eines Funkgerätes zutrifft, ist in der Schweiz das Funken am Steuer nicht zulässig.

#### Österreich
In Österreich ist die Benutzung eines Funkgerätes am Steuer derzeit zulässig.

## Anwendungen
Funkgeräte gibt es für die verschiedensten Anwendungen. Für jedermann einsetzbar sind Geräte im CB-, SRD/LPD-, Freenet und PMR-Bereich, die anmelde- und gebührenfrei betrieben werden können:
- SRD/LPD-Geräte haben 69 Kanäle, aber nur einige 100 m Reichweite, da nur 10 Milliwatt Sendeleistung. Diese Geräte laufen aus; in Deutschland wird die Entwicklung dieser Funkgeräte von der BNetzA nicht mehr empfohlen.
- Freenet-Geräte haben 6 Kanäle, welche in Deutschland im Frequenzbereich 149,0250 MHz bis 149,1125 MHz angesiedelt sind und eine Zulassung gemäß der BNetzA bis 31. Dezember 2029 haben.
- PMR-Geräte mit 8 oder 16 Kanälen im Bereich 446,000 bis 446,200 MHz dürfen in beinahe allen europäischen Ländern von jedermann ohne behördliche Anmeldung betrieben werden. Die praktische Reichweiten liegt in bebauten Gebieten zwischen 500 m und einen Kilometer, in Wäldern meist zwischen zwei und drei Kilometern. Nur unter optimalen Bedingungen sind Entfernungen bis 27 km zwischen Berggipfeln möglich. Sie senden mit höchstens 500 mW effektiv abgestrahlter Leistung (ERP). Es sind ausschließlich Handfunkgeräte zugelassen. Die Geräte werden nicht nur von privaten Sicherheitsdiensten eingesetzt. Die Einsatzmöglichkeiten reichen von privaten Veranstaltungen über Familienausflüge bis hin zu Messen.
- DMR446-Geräte stellen eine Weiterentwicklung des bekannten PMR-Funks dar und verfügen über bis zu 16 digitale Kanäle, welche im Frequenzbereich von 446,103125 MHz bis 446,196875 MHz in Deutschland zu finden sind, also direkt nach den analogen Kanälen der PMR-Geräte.
- CB-Funkgeräte haben bis zu 80 Kanäle und – abhängig von Standort, Sendeleistung und Antenne – eine Reichweite bis etwa 60 Kilometer. Bei besonderen Ausbreitungsbedingungen können aber auch mehrere hundert bis zu einigen tausend Kilometern überbrückt werden. CB-Funkgeräte senden mit bis zu 4 Watt in den Betriebsarten FM (F3E) und AM (A3E), sowie in SSB (J3E) mit 12 Watt Hüllkurvenspitzenleistung.

Nicht für jedermann nutzbar sind:
- Amateurfunkdienst: Amateurfunkgeräte haben je nach verwendeter Frequenz, Modulationsart, Sendeleistung, Antenne und Standort eine weltweite Reichweite. In Deutschland ist die Obergrenze der erlaubten Sendeleistung je nach Frequenzband und Lizenzklasse festgelegt, wobei maximal 750 Watt PEP[8] gestattet sind.
- Betriebsfunk
- BOS-Funk (wie zum Beispiel das auf dieser Seite abgebildete Handfunkgerät „FuG 13b“).
- Bündelfunk
- Flugfunk
- Seefunk
- Richtfunk zur Übertragung von meist breitbandigen Informationen.
- Binnenschifffahrtsfunk

## Technische Eigenschaften
Während früher und heute noch die gesprochene Sprache in analoger Form in Funkwellen umgewandelt wurde, gewinnt heutzutage zunehmend der Digitalfunk (z. B. TETRA oder D-STAR) an Aufmerksamkeit. Die Bedeutung von Digitalfunk nimmt aufgrund des neueren Satellitenfunks zu; hier spielen Sicherheitserwägungen eine Rolle.
Nachteilig ist, dass keine einfache Kommunikationsaufnahme mehr möglich ist, wenn zentrale Systemkomponenten ausfallen. Wenn in den Digitalen Systemen kein Gruppenruf implementiert ist, lässt sich das Problem nicht kurzfristig lösen – es muss auf andere Kommunikationsmittel zurückgegriffen werden.

## Betriebsarten
Klassische Betriebsarten sind im Funkverkehr z. B. CW, die Telegrafie mit Morsezeichen (benannt nach dem amerikanischen Erfinder Samuel Morse), die so genannte Telefonie (Sprachübertragung) und das Übertragen von Daten und Texten, z. B. RTTY, um nur die wichtigsten zu nennen. Daneben werden heute, z. B. mit Hilfe der Satellitentechnik, weltumspannende neue Übertragungsverfahren angewandt. Eine sehr viel größere Reichweite ist sowohl im professionellen als auch im Amateurfunkbereich möglich, wenn Funkgeräte nicht direkt miteinander Kontakt halten sollen, sondern ihr Signal über Relais vermittelt wird.
Hand- oder Mobilfunkgeräte senden ihr Signal hier an Relaisstationen, die auf hohen Standorten angebracht sind. Diese senden das empfangene Signal weiter, sodass auch Empfänger, welche die sendende Station direkt nicht ‚hören‘ können, über das Relais die Sendung empfangen können.